# Elfenbankjesmot
De elfenbankjesmot (Morophaga choragella,  synoniem M. boleti), is een vlinder uit de familie Tineidae, de echte motten. De spanwijdte van de vlinder bedraagt tussen de 18 en 32 millimeter. De soort komt verspreid voor over Europa. De soort overwintert als rups.

## Rups
De rups van de elfenbankjesmot leeft van paddenstoelen, met name berkenzwam en platte tonderzwam, en ook dood hout. In de paddenstoel of het dode hout vindt de verpopping plaats.

## Voorkomen in Nederland en België
De elfenbankjesmot is in Nederland en in België een vrij algemene soort, die verspreid over het hele gebied kan worden gezien. De soort vliegt van mei tot in september.